# Vaso de Fortuny
El vaso de Fortuny es un jarrón de cerámica andalusí, de reflejos dorados, datado en el siglo XIV y que se encuentra en el Museo del Hermitage de San Petersburgo, dentro del edificio llamado el Pequeño Hermitage. Recibe este nombre por haber pertenecido a la colección del pintor Mariano Fortuny Marsal hasta su fallecimiento. En 1875, fue vendida por su viuda Cecilia de Madrazo al diplomático ruso Aleksandr Basilevski (Александр Базилевский) y este, en 1885, al museo del Hermitage. Por su forma podría catalogarse como ánfora, en la tipología de vasos griegos.

## Historia

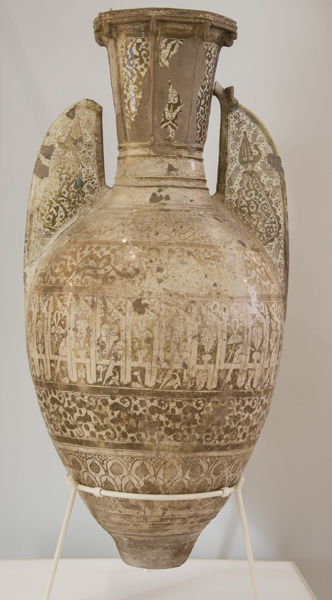
Jarrón de la Alhambra.

Fortuny fue un gran aficionado a coleccionar diversos objetos, entre los que se encontraban armas,  así como cuando todavía no se daba gran importancia en España, adquiría artísticos bordados de la Edad Media, dalmáticas y casullas bordadas con bellas ornamentaciones, tapices, objetos de bronce y especialmente lozas hispano-moriscas, platos, fuentes y todo tipo de vasijas.
Instalado en Granada en 1870 junto con su familia se alojó en la Fonda de los Siete Suelos, y fue allí donde empezó la paciente labor de búsqueda de antigüedades por los lugares más insospechados, pronto fue conocido por el Albaicín y muchos traperos y gitanos se le acercaban a ofrecerle cosas, una de estas obras, fue el gran vaso o jarrón que encontró en Salar, población próxima a Granada, en cuya iglesia parroquial servía como soporte de la pila de agua bendita. Por esta obra pagó el pintor mil duros hacia 1870. Su gran afición, le llevó aprender oficios artesanos para restaurar sus propias piezas, así se sabe que realizó alguna pieza cincelada y damasquinada y aprendió el secreto de la alfarería dorada con reflejos metálicos. En una carta a su amigo Charles Davillier, gran amante del arte español, fechada en Granada el 27 de noviembre de 1871, le comentaba: «... aquí ya no queda casi nada, por tanto ya no me esfuerzo, porque lo poco que he encontrado es bueno. He aquí un croquis del jarrón árabe; es muy bueno, y lo más importante, en buen estado».

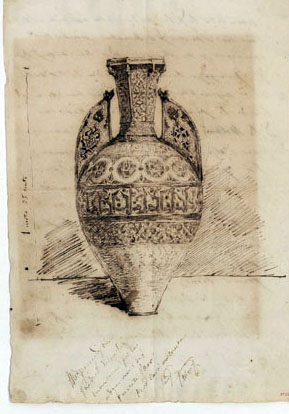
Croquis en tinta realizado por Fortuny en 1871.

El jarrón, junto con todas sus pertenencias, fue transportado a Italia por la familia Fortuny cuando se trasladaron a vivir allí. La prematura muerte del pintor en 1875, sin testar, obligó a la familia a realizar un exhaustivo inventario para un reparto equitavivo entre sus deudos y cumplir con las leyes vigentes. Se editó un catálogo de los bienes de Fortuny para su subasta y Davillier fue el encargado de la introducción del mismo, donde comentaba que pensaba que este libro-catálogo iba a tener gran éxito entre los eruditos, sobre todo en España y con lo que esperaba que se hicieran sobre cerámica estudios más amplios. Seguía explicando, que tenía proyectado junto con Fortuny escribir un libro sobre cerámica española, que la muerte del pintor no permitió llevar a cabo. Solo Facundo Riaño en su Historia de las Artes Industriales publicada en 1879 en Londres, dedicó un capítulo a la cerámica dorada española.
Tras una primera venta en Roma, se decidió la gran subasta de pinturas y bienes en París durante una semana los tres primeros dedicados a las pinturas y el resto a los objetos de colección. Los hermanos Jules y Edmond de Goncourt expusieron en su Journal, el éxito de la exposición pero también dieron su opinión en tono despectivo:

Samedi 24 avril/ Exposition Fortuny/ Il se déclare dans ce moment une pasión vraiment curieuse pour le bric-à brac vermoulu et la loque d’atelier. Le fameaux vase “alambresque”, je l’avoue à ma honte, me fait l’effet d’un vase en cartón peint, pour un drame litteraire et assyrien de l’Odeon! Du reste, le catalogue de cette vente, comme grossière réclame à l’endroit du mort, desobjets en vente et même de son redacteur, le baron Davilier, donne envie de vomir.
E. y J. Gongourt, Journal. Memoires de la vie litéraire 1864-1878, tomo II, Mónaco 1956 p.1061.

Sábado 24 de abril / Exposición Fortuny/ Se está dando en este momento un interés realmente curioso por las baratijas antiguas y los andrajos de taller. El famoso jarrón "alambresque", he de reconocerlo aunque me avergüence de ello tiene el aspecto de un jarron de carton piedra destinado a un drama literariano y asirio propios del Odéon. En cuanto al resto, el catálogo de esta subasta como burda reivindicación en lugar del muerto, de los propios objetos en venta y de su impulsor, el barón Davilier, da ganas de vomitar.

La cerámica dorada dio a Málaga fama desde el siglo XIII, en Granada tuvo su continuidad. Se produjeron ejemplares de importancia tanto por su decoración como por su tamaño. Se conocen unas quince piezas de los tipos de «jarrones de la Alhambra», de gollete acampanado y anchas asas parecidas a aletas que surgen de su cuerpo ovoide, entre los que sobresalen tres muy semejantes, uno conservado en el museo Palazzo Abatellis de Palermo, otro en el Instituto Valencia de Don Juan de Madrid y el Vaso de Fortuny en el Hermitage; los tres con una decoración exclusivamente de reflejos dorados con medallones de lazo e inscripciones caligráficas y todos tienen unas medidas similares entre 120 y 170 centímetros. Para su cocción necesitaron hornos especiales, que originaron seguramente por su dificultad, unos defectos que han hecho que la mayoría de ellos presenten roturas en sus asas. Sin duda, desde un principio fueron utilizados como objetos de lujo y no utilitario.

## Descripción

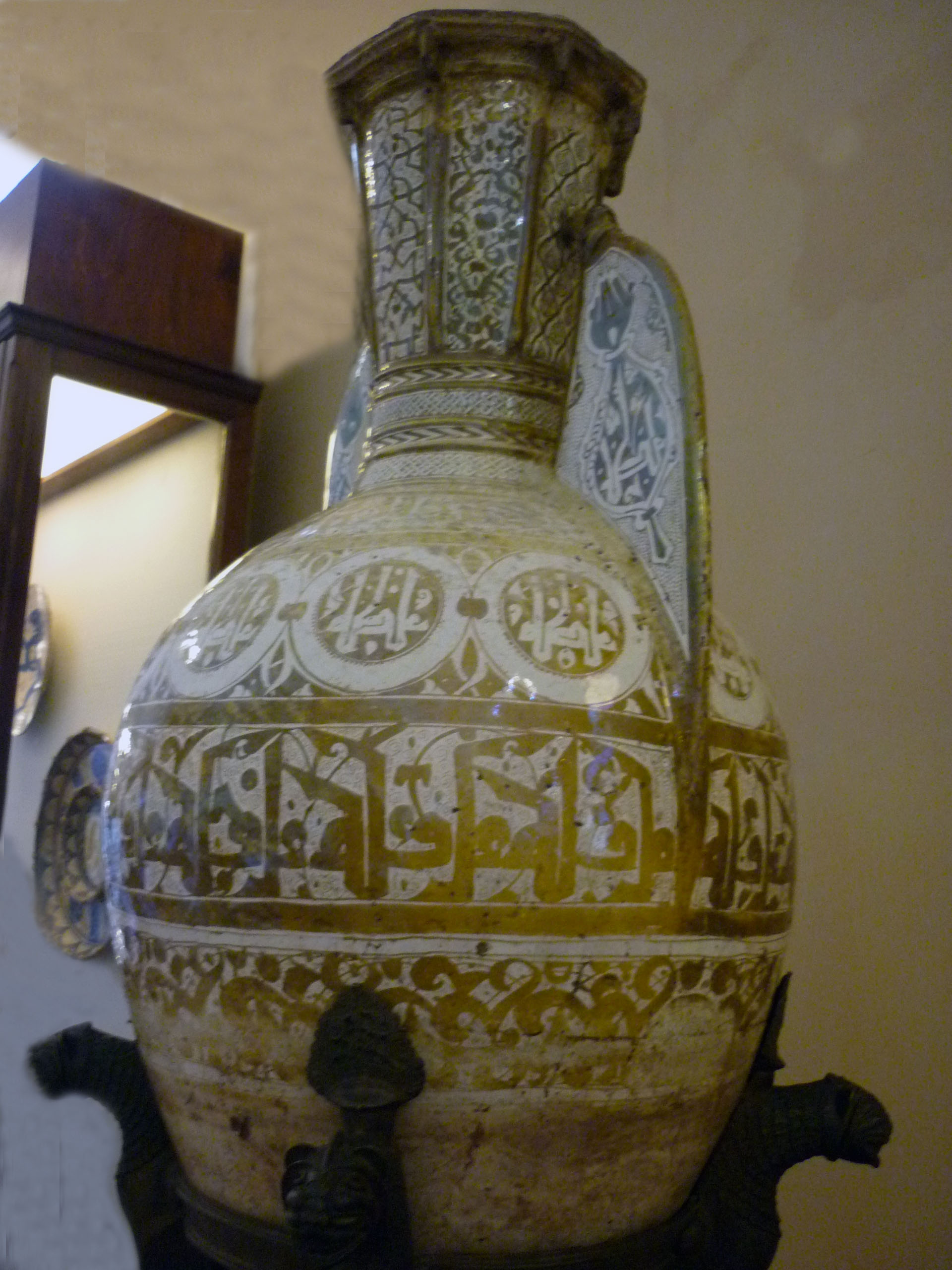
Detalle de la decoración.

El Vaso de Fortuny, corresponde al apogeo de la cerámica nazarí del siglo XIV, que con la decadencia del califato cordobés y la implantación de los reinos de Taifas, el principal núcleo de fabricación de cerámica se trasladó a Málaga que dio nombre a un tipo de cerámica llamado «malica», esta ciudad se convirtió en un gran centro de exportación. A un tipo de ánfora llamada «jarrones de la Alhambra» pertenece el Vaso de Fortuny, aunque no se sabe con certeza si procede de alfares establecidos en Málaga o es producto de alfareros granadinos.

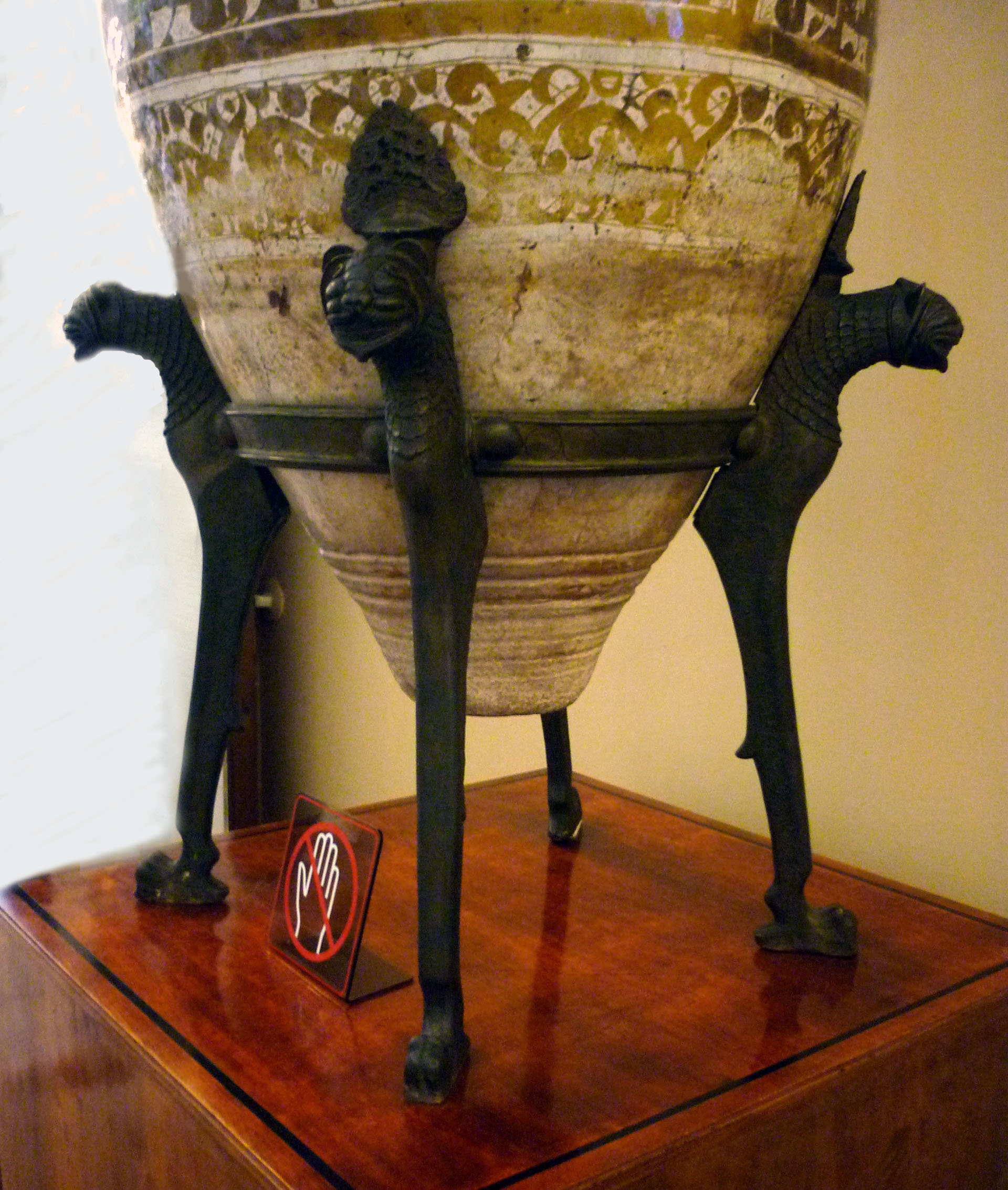
Detalle del soporte diseñado por Fortuny.

El jarrón es de cuerpo alargado ovoidal con una base muy reducida, el gollete o cuello tiene forma tronco piramidal y se encuentra dividido en un octógono separado por nervios o aristas, todas estas partes están decoradas con atauriques y cintas entrelazadas. Este cuello está unido al cuerpo del jarrón por medio de dos aros también decorados con cintas entrecruzadas muy finas. Presenta dos grandes asas planas macizas, que desde la parte superior de la panza del cuerpo van a unirse hacía la mitad del gollete, se encuentran decoradas con la ‘mano de Fátima’ en tono dorado.
Toda la decoración está realizada en bicolor blanco y dorado, alternando los dibujos y fondos unas veces en blanco y otras en dorado, forma diversas franjas o frisos alrededor del cuerpo del jarrón, formando arabescos y caligrafía árabe, toda la superficie se muestra pintada, aunque el tercio inferior ha desaparecido en gran parte. En la Testamentaría e inventario de bienes de Mariano Fortuny, aparece en el número 470 descrito como: 

Gran vaso árabe, granadino, barnizado con fondo blanco, arabescos y caligrafía cúfica de color amarillo con reflejos metálicos de varios colores. Tien forma de ánfora, su altura es de un metro y doce centímetros, el pie modelado por Fortuny se compone de cuatro patas de león, valuado cinco mil francos.

## Exposición en Granada
Entre el 25 de octubre de 2006 y el 6 de abril de 2007, se realizó en el Palacio de Carlos V, en el recinto de la Alhambra, una exposición titulada «Los Jarrones de la Alhambra: Simbología y Poder», que reunía una importante muestra de cerámica del reino nazarí de Granada. Entre las numerosas piezas expuestas, procedentes de museos y colecciones de todo el mundo, se encontraba, cedido por el museo del Hermitage, el Vaso de Fortuny.